# Gare de Ludon
La gare de Ludon est une gare ferroviaire française de la ligne de Ravezies à Pointe-de-Grave (dite aussi ligne du Médoc), située sur le territoire de la commune de Ludon-Médoc, dans le département de la Gironde, en région Nouvelle-Aquitaine.
C'est une halte ferroviaire de la Société nationale des chemins de fer français (SNCF) desservie par les trains du réseau TER Nouvelle-Aquitaine.

## Situation ferroviaire
Établie à 9 mètres d'altitude, la gare de Ludon est située au point kilométrique (PK) 14,382 de la ligne de Ravezies à Pointe-de-Grave, entre les gares de Parempuyre et de Macau.
Elle est équipée d'un unique quai, pour la voie 1, qui dispose d'une longueur utile de 122 mètres.

## Histoire
La gare a été mise en service en même temps que la ligne du Médoc, en 1868.

## Fréquentation
De 2015 à 2023, selon les estimations de la SNCF, la fréquentation annuelle de la gare s'élève aux nombres indiqués dans le tableau ci-dessous.
| Année           | 2015   | 2016   | 2017   | 2018   | 2019   | 2020   | 2021   | 2022   | 2023   |
| --------------- | ------ | ------ | ------ | ------ | ------ | ------ | ------ | ------ | ------ |
| Voyageurs seuls | 26 090 | 19 439 | 31 621 | 37 270 | 44 365 | 37 832 | 49 986 | 60 311 | 72 288 |

## Service des voyageurs

### Accueil
Halte SNCF, c'est un point d'arrêt non géré (PANG) à accès libre.

### Desserte
Ludon est desservie par les trains TER Nouvelle-Aquitaine de la ligne 33 qui circulent entre Bordeaux-Saint-Jean ou Pessac et Macau. Au-delà de Macau, la plupart des trains continue vers ou est en provenance de Lesparre, Le Verdon et même de La Pointe-de-Grave en juillet et août.

### Intermodalité
Le stationnement de véhicules est possible à proximité.